# Stade Hocine-Aït-Ahmed
Le Stade Hocine-Aït-Ahmed (en kabyle : Annar Ḥusin At Ḥmed, en tifinagh : ⴰⵏⵏⴰⵔ ⵃⵓⵙⵉⵏ ⴰⵜ ⵃⵎⴷ) est un stade de football situé dans la commune de Tizi-Ouzou, région de Kabylie, en Algérie. Fort d'une capacité de 50 766 spectateurs, son inauguration officielle a eu lieu le 10 juillet 2024. Il est le troisième stade le plus important du pays en termes de capacité d'accueil .
Il est le stade de résidence de la JS Kabylie depuis 2024.
Le stade s'insère dans un complexe olympique omnisports de six hectares hébergeant également un stade d'athlétisme de 6 500 places, un terrain d'entrainement en gazon naturel ainsi que 12 bâtiments et annexes.
Annoncée en 2003, la réalisation de ce stade ne s'est achevée qu'en 2023 après une succession de retards et de complications et aura nécessité l'intervention de 4 entreprises de construction différentes entre 2010 et 2023 (Groupe FCC, ETRHB Haddad, MAPA Group, Groupe Cosider).

## Histoire
À l'instar de plusieurs projets de stades lancés durant les années 2000 en Algérie (stade Nelson-Mandela et stade Ali-la-Pointe en banlieue d'Alger, stade Miloud-Hadefi près d'Oran), le stade Hocine-Ait-Ahmed a vu sa réalisation être contrariée par moult retards, dépassements budgétaires et difficultés de réalisation. La construction de ces stades a été un véritable serpent de mer tout au long des deux décennies qui furent nécessaires à leur édification. 
Ayant suscité l'enthousiasme, l'impatience puis le désespoir des acteurs sportifs et de leurs supporters, ces projets n'ont finalement abouti qu'à la suite d'un coup d'accélérateur donné par l'Etat, à partir de 2022, à la modernisation des infrastructures sportives du pays. 
L'organisation des Jeux méditerranéens en 2022 puis du Championnat d'Afrique des nations de football en 2023, ont hâté la livraison des stades Mandela et Hadefi. Quant à la finalisation du stade Ait-Ahmed elle s'inscrit dans la perspective d'accueillir de futures compétitions sportives internationales, à commencer par la Coupe d'Afrique des Nations.

### Promesse présidentielle et genèse du projet (2003-2006)
Le projet d'installation de la JS Kabylie dans un nouveau stade germe au début des années 2000 dans un contexte sportif et politique atypique. 
Sur le plan sportif, la JSK vient de parachever une performance historique en remportant, en 2002, sa troisième Coupe de la CAF consécutive. La JSK étant alors le club vitrine du football algérien, les excellents résultats qu'elle a obtenus justifiaient une montée en gamme de ses infrastructures. Depuis 1978, la JSK évolue en effet dans le modeste Stade du 1er-novembre-1954 qui n'est doté que d'une faible capacité d'accueil (15 000 places), dont les tribunes ne sont pas couvertes et dont la surface a longtemps été en tartan. C'est ce contraste entre la faiblesse des équipements de la JSK et l'excellence de ses performances qui a motivé la construction d'un nouveau stade. Ainsi, en 2003, la promesse de doter le club d'une enceinte de 50 000 places est faite par le Président de la République algérienne en personne, Abdelaziz Bouteflika. Cette décision s'inscrivait également dans un contexte politique particulier marqué par la campagne électorale et la volonté des autorités d'apaiser les esprits échaudés par la sanglante répression de la contestation identitaire du Printemps noir de 2001.

### Un chantier chaotique (2006-2019)
La concrétisation de cette promesse débute en 2006 avec le lancement des appels d'offres qui aboutissent, non sans difficultés, à ce que la maitrise d'œuvre et les travaux soient confiés, en septembre 2009, à une coentreprise associant le groupe espagnol FCC et le groupe ETRHB Haddad, mastodonte privé du BTP algérien. Le coût des travaux est fixé à 359 millions d'euros et le délai de réalisation à 30 mois pour une livraison en décembre 2012.
La pose de la première pierre a eu lieu le 15 mai 2010 et les travaux de terrassement ont été bouclés, dans les délais, dès la fin de l'année. Néanmoins, les retards ne tardèrent pas à s'accumuler dans les travaux de structure en raison de différends entre l'administration algérienne et l'architecte sur le respect des normes antisismiques et du paiement tardif du groupe FCC par les autorités algériennes. Dans les années qui suivirent une litanie de carences et de contretemps engendrèrent surcoûts et retards : expropriations litigeuses, problèmes d'importation de grues et d'approvisionnement en matériaux, inexpérience dans la réalisation des ouvrages, etc. En sorte qu'en septembre 2012 la livraison est ajournée une première fois de 17 mois (février 2014).
Malgré cela, en 2014, le stade d'avancement des travaux n'est que d'un tiers ce qui suscite des tensions entre l'Etat algérien et les constructeurs. En février de la même année, Mohamed Tahmi, le ministre algérien des Sports et de la Jeunesse, les convoque ainsi que l'ambassadeur d'Espagne en Algérie pour exiger que les délais soient tenus sous peine d'une rupture anticipée du contrat passé avec le consortium hispano-algérien. Au mois de juillet, Mohamed Tahmi visite le chantier et annonce un second report de la date de livraison, désormais prévue en décembre 2015. En conflit avec son partenaire algérien sur la répartition des périmètres de travaux, le groupe FCC fait alors part de sa volonté de se désengager du projet au mois d'août 2014,.
Quelques mois plus tard, au premier semestre 2015, FCC trouve un accord avec les autorités algériennes pour se retirer du projet. Les surcoûts engendrés par le retard pris dans les travaux, les rapports détériorés avec le groupe ETRHB Haddad, les pesanteurs bureaucratiques et les irrégularités de l'administration algérienne ayant dissuadé le groupe espagnol de mener à son terme un projet qui ne présentait plus aucune perspective de rentabilité pour lui. Une résolution amiable du contrat est conclue le 22 février 2015 entre le groupe et la direction de la jeunesse et des sports (DJS) de la wilaya de Tizi-Ouzou, maitre d'ouvrage du projet. Le départ du groupe espagnol intervient concomitamment à son retrait d'un autre projet de construction qu'elle réalisait en Algérie et qui portait sur la construction d'une ligne ferroviaire dans l'ouest du pays dont la réalisation lui avait été confiée en 2010.
Pour pallier le défaut espagnol, les autorités algériennes confient dès la fin 2014 la poursuite des travaux au conglomérat turc, MAPA Group, lequel promet d'achever les travaux en un an grâce au renfort de 400 ouvriers supplémentaires. La société turque reprend la place laissée vacante par le groupe FCC dans la coentreprise avec ETRHB Haddad. Malgré une embellie dans la cadence de réalisation des travaux, qui retrouvent un rythme normal dans le courant de l'année 2015, ce changement de constructeur n'empêchera pas que la livraison du stade soit différée de plusieurs années supplémentaires.

### Paralysie puis achèvement du projet (2019-2023)
En mai 2019, en raison de la fin du délai contractuel avec l'ETRHB Haddad, le projet connaît un énième arrêt. Il avait alors atteint un taux de réalisation estimé à 85 %. Le chantier restera figé jusqu'en 2022, laissant le temps à la végétation d'envahir le terrain et aux gradins de décrépir.
Le 16 juillet 2020, le ministre de la Jeunesse et des Sports, Sid Ali Khaldi, qui effectuait une visite d'inspection sur le site de construction, a annoncé la résiliation du contrat du groupe ETRHB Haddad chargé de la réalisation du stade. Par la même occasion il annonça l'établissement d'un nouveau cahier des charges pour le reste des travaux, cela en vue de lancer les consultations afin de retenir une autre entreprise pour reprendre le chantier.
En mai 2020, le chantier a alors été confié à l'entreprise publique Cosider pour relancer les 15 % à 20 % des travaux qu'il restait à accomplir. Cette entreprise n'a reçu son ordre de service (ODS) qu'au mois de septembre 2020. « Les travaux restants doivent être achevés dans un délai n'excédant pas 12 mois », soit avant la fin de l'année 2021, selon le contrat passé entre cette entreprise et les autorités locales.
Le 27 février 2022, le ministre de l'Habitat, de l'Urbanisme et de la Ville, Mohamed Tarek Belaribi, a donné des instructions aux responsables du projet afin d'accélérer la procédure administrative permettant la reprise du chantier.
Finalement, les travaux ne reprirent qu'au mois d'avril 2022, Mohamed Tarek Belaribi, effectuant une seconde visite sur le site à cette occasion afin d'appeler l'entreprise à accélérer la cadence pour livrer le stade dans le délai imparti de 12 mois.
Le 18 juin 2022, le président de l'Assemblée Populaire de la Wilaya (APW) de Tizi Ouzou, Mohamed Klalèche, a annoncé avoir appelé une entreprise turque en renforts pour aider Cosider à terminer les travaux dans les délais.
Le 29 septembre 2022, le ministre de l'Habitat, Mohamed Tarek Belaribi, a effectué une visite d'inspection de cette infrastructure et a évalué l'avancée des travaux à 45 %. Le ministre a également annoncé la fin des travaux d'extérieur à fin octobre 2022, ceux au niveau des gradins au 1ᵉʳ novembre et la livraison définitive du nouveau stade de Tizi Ouzou au début de l'année 2023.

### Inauguration (2024)
Tout comme sa construction, l'inauguration du stade a elle aussi fait l'objet de reports. Plusieurs dates ont été avancées par les autorités comme celle du 20 août 2023, coïncidant avec la date anniversaire de la naissance de Hocine Aït Ahmed et du Congrès de la Soummam mais elle ne fut pas honorée. Il était ensuite prévu qu'elle ait lieu le 23 décembre 2023, à la date anniversaire du décès de Hocine Aït Ahmed, ainsi qu'à l'occasion d'une visite du Président de la République, Abdelmadjid Tebboune, dans la région de Tizi-Ouzou qu'il a finalement reportée. 
Le 10 juillet 2024, le stade fut inauguré en présence du Président de la République, Abdelmadjid Tebboune.

## Budget

### Un budget incontrôlé
Le coût final du stade excèdera sans doute de très loin le coût prévisionnel de 350 millions d'euros établis lors de l'octroi du chantier au Groupe FCC en 2009 et qui était déjà supérieur à celui d'un stade tel que l'Allianz Arena de Munich. 
Le budget du projet a été obéré par les multiples avenants et résiliations contractuels consécutifs aux retards et désistements, le renchérissement de certains matériaux du fait de l'inflation mais également à cause de la corruption qui a conduit une partie de la somme allouée au projet à être dilapidée de manière frauduleuse.
Avant l'achèvement des travaux par le Groupe Cosider, les dépenses surpassaient 50 000 milliards de centimes de dinars, soit une multiplication par 15 du budget initial. Malgré l'absence de chiffrage détaillé, il est vraisemblable que le projet ait coûté l'équivalent de plusieurs milliards d'euros.

## Dénomination du stade

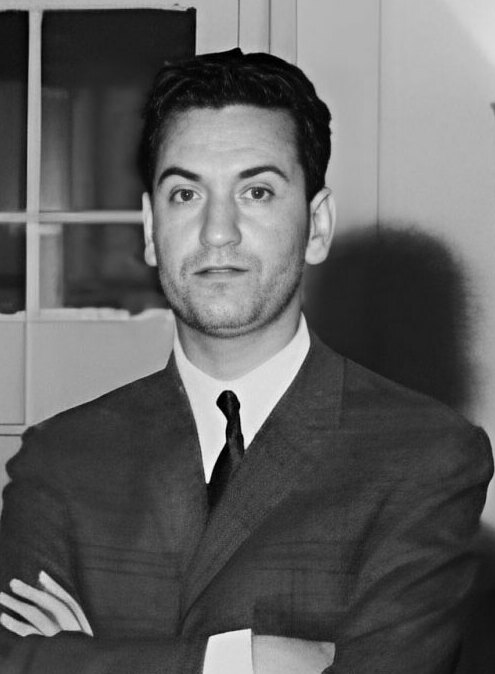
Hocine Aït Ahmed en 1965.

La dénomination du stade n'est pas allé sans susciter des débats vifs et passionnés. Les noms de plusieurs personnalités ont été évoqués pour l'attribuer au nouveau stade tizi-ouzéen. Les plus fréquemment cités furent ceux d'Abdelkader Khalef, ancien président de la JS Kabylie et Lounès Matoub, chanteur populaire et figure emblématique du combat identitaire berbère. Celui de Mohand Cherif Hannachi, autre ancien président de la JSK fut brièvement évoqué après son décès en 2020. 
C'est finalement le nom de Hocine Aït Ahmed qui est retenu pour figurer au fronton de l'enceinte. Natif de Tizi-Ouzou, il est une figure historique de la Guerre d'indépendance algérienne et devint, après l'indépendance, l'un des opposants politiques les plus acharnés au FLN. La dualité symbolique de ce choix a permis de dégager un consensus : les autorités rendent hommage au militant indépendantiste tandis que la population kabyle - au tempérament contestataire et rétive à l'autorité du pouvoir central - célèbre également l'opposant qui a fondé le Front des forces socialistes (FFS) et vécu l'essentiel de sa vie en exil. C'est parce que sa vie marie ces deux légitimités que son nom s'est imposé à ceux de Khalef ou Hannachi (à la portée mémorielle moindre) ainsi qu'à celui de Lounès Matoub (autrement sulfureux et clivant).

## Match test
Avant sa livraison définitive, le 18 juin 2023, le stade a accueilli un premier match test opposant les équipes U21 de la JS Kabylie et de l’US Biskra dans le cadre de la 27ème journée du Championnat d'Algérie de Football des moins de 21 ans,. La rencontre s'est soldée par une victoire des Canaris sur le score de trois buts à un, le jeune attaquant Lahlou Akhrib inscrivant le tout premier but sur cette nouvelle pelouse. À la suite de cette rencontre qui a notamment servi à expérimenter le dispositif de retransmission télévisuelle, des travaux et aménagements supplémentaires sont réalisés pour perfectionner l'infrastructure.

## Premier match officiel
Le 27 septembre 2024, la JSK disputa le premier match officiel dans son nouveau stade dans un derby Kabyle contre l'Olympique Akbou, avec une victoire 2 buts à 1. L'attaquant de la JSK, Kouceila Boualia, marqua le premier but dans ce stade à la 3e minute.
| Date              | Match                        | Résultat | Compétition               |
| ----------------- | ---------------------------- | -------- | ------------------------- |
| 27 septembre 2024 | JS Kabylie - Olympique Akbou | 2-1      | Ligue 1 Pro. – 2e journée |